# Landschaftsschutzgebiet Unteres Elpetal
Das Landschaftsschutzgebiet Unteres Elpetal mit 2,66 ha liegt nördlich von Ostwig im Gemeindegebiet von Bestwig im Hochsauerlandkreis. Das Gebiet in Nordrhein-Westfalen wurde 2008 mit dem Landschaftsplan Bestwig durch den Kreistag des Hochsauerlandkreises als Landschaftsschutzgebiet ausgewiesen. Im LSG befindet sich der Fluss Elpe und die Flussaue. Das LSG ist eines von 17 Landschaftsschutzgebieten in der Gemeinde Bestwig. In der Gemeinde gibt es ein Landschaftsschutzgebiet vom Typ A, zehn Landschaftsschutzgebiete vom Typ B und sechs Landschaftsschutzgebiete vom Typ C.
Das Landschaftsschutzgebiet Unteres Elpetal wurde als LSG vom Typ C, Wiesentäler und bedeutsames Extensivgrünland im Gemeindegebiet von Bestwig, ausgewiesen. Wie in den anderen Landschaftsschutzgebieten vom Typ C im Landschaftsplangebiet Bestwig besteht in diesem LSG ein Umwandlungsverbot von Grünland und Grünlandbrachen in Acker oder andere Nutzungsformen. Eine Erstaufforstung und eine Anlage von Weihnachtsbaumkulturen ist verboten. Eine maximal zweijährige Ackernutzung innerhalb von zwölf Jahren ist erlaubt, falls damit die Erneuerung der Grasnarbe vorbereitet wird. Dies gilt als erweiterter Pflegeumbruch. Beim erweiterten Pflegeumbruch muss ein Mindestabstand von fünf Metern vom Mittelwasserbett eingehalten werden.

## Schutzzweck
Die Ausweisung erfolgte zur Ergänzung der Naturschutzgebiets-Ausweisung in den Talauen von Bestwig um ein Offenlandbiotop-Verbundsystem zu schaffen, damit Tiere und Pflanzen Wanderungs- und Ausbreitungsmöglichkeiten behalten, und dem Erhalt der Vorkommen geschützter Vogelarten sowie dem Schutz artenreicher Pflanzengesellschaften.
Laut Landschaftsplan stellen die unverbauten Bäche wie die Elpe herausragende Refugial- und Vernetzungsbiotope dar. Der Grünlanderhalt dient auch dem Grundwasser und Fließgewässerschutz, ferner dem Biotop- und Artenschutz.